# Ectropothecium micro-verrucosum
Ectropothecium micro-verrucosum är en bladmossart som beskrevs av Hugh Neville Dixon 1932. Ectropothecium micro-verrucosum ingår i släktet Ectropothecium och familjen Hypnaceae. Inga underarter finns listade i Catalogue of Life.